# Nasser Pangandaman
Nasser C. Pangandaman (* in Marawi City, Provinz Lanao del Sur) ist ein philippinischer Politiker.

## Biografie
Der Muslim Pangandaman nahm 1973, 1979 und 1980 an der islamischen Pilgerfahrt (Haddsch) nach Mekka teil und trägt seitdem den Namenszusatz Hāddsch. Bereits frühzeitig engagierte er sich für die Interessen und Anliegen der Bevölkerung in Mindanao und war später Leiter der Delegation der ARMM bei der Konferenz der Internationalen Arbeitsorganisation (ILO) zu den indigenen Völker in Thailand. Daneben war er Vertreter der ARMM bei den Staatsbesuchen von Präsident Fidel Ramos in Brunei und Indonesien sowie bei anderen regionalen und internationalen Delegationsreisen.
Zwischen 1993 und 1996 war er nach Ernennung durch Präsident Fidel Ramos Vorsitzender der Task Force zur Förderung von Entwicklungsprojekten in der Autonomous Region in Muslim Mindanao (ARMM) und zugleich von 1993 bis 1995 Chef des Stabes des Gouverneurs der Region, Nur Misuari. 1995 kandidierte er für das Amt des Gouverneurs der Provinz Lanao del Sur. Einige Jahre später wurde er Manager bei HNN Ventures.
Im März 2002 wurde er zum Unterstaatssekretär für Angelegenheiten von Mindanao im Ministerium für Landreformen (Department of Land Reform) ernannt, nachdem dem damaligen Minister Rene Villa die Zuständigkeit für die Förderung der Rechte und der Entwicklung der indigenen Völker und ethnischen Minderheiten übertragen wurden. Durch sein starkes Engagement für die Bevölkerung im Süden der Philippinen wurden durch die Regierung und das Ministerium mehrere große Entwicklungsprojekte in der Region eingeleitet, die zu einer Steigerung des sozioökonomischen Status in Mindanao führten. Bereits seit dieser Zeit hatte er maßgeblichen Einfluss bei den sozioökonomischen Reformen der Regierung.
2005 wurde er von Präsidentin Gloria Macapagal-Arroyo zum Minister für Landreformen (Secretary of Landreform) ernannt, um die Situation der Ureinwohner ins Zentrum der sozialen Reforminitiativen des Kabinetts zu stellen. In seiner Funktion als Minister trat er nicht nur für eine Verbesserung der Lebensverhältnisse der indigenen Bevölkerungsgruppen ein, sondern auch für zwei weitere wichtige Gruppen innerhalb der Bevölkerung. Zum einen wurde insbesondere für die Kleinlandwirte das Flächendeckende Agrarreformprogramm (Comprehensive Agrarian Reform Program, CARP) gestaltet, zum anderen folgten Förderprojekte für benachteiligte hilfsbedürftige Stadtbewohner.